# Bactrocera dyscrita
Bactrocera dyscrita is een vliegensoort uit de familie van de boorvliegen (Tephritidae). De wetenschappelijke naam van de soort werd voor het eerst geldig gepubliceerd in 1971 door Drew.